# Park Orientacji Przestrzennej w Owińskach

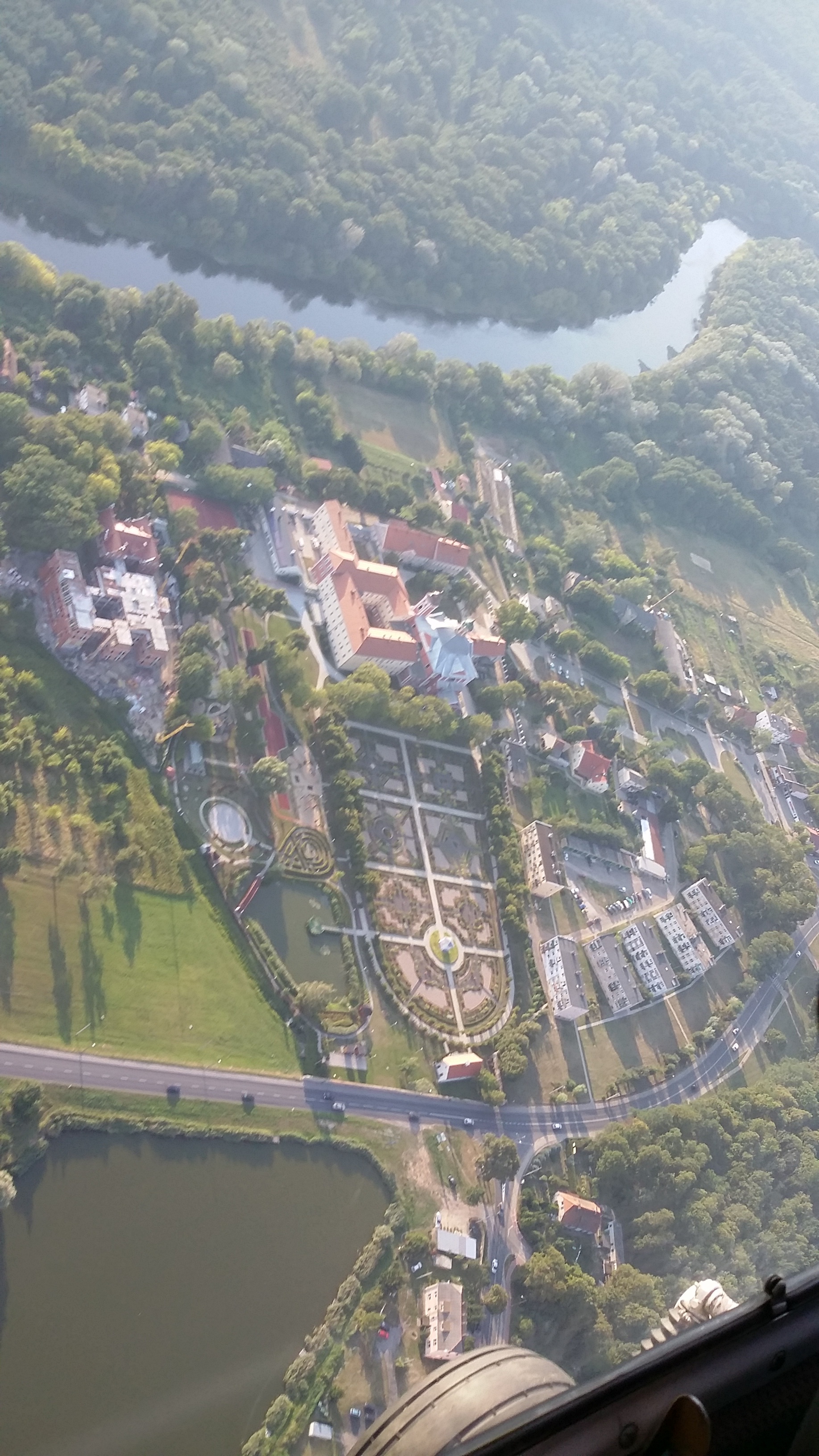
Widok z lotu ptaka

Park Orientacji Przestrzennej (także: Ogród zmysłów) – obiekt o powierzchni ok. 2,5 ha zlokalizowany na terenie zabytkowego parku pocysterskiego, w którym m.in. zrekonstruowano aleją grabową. Jest częścią Specjalnego Ośrodka Szkolno-Wychowawczego dla Dzieci Niewidomych w Owińskach (gmina Czerwonak, powiat poznański). Zaprojektowany został w celu oswajania z przestrzenią miejską osób niepełnosprawnych, przede wszystkim uczniów Ośrodka Szkolno-Wychowawczego. W parku odbywają się nie tylko zajęcia dla dzieci niewidomych i niedowidzących, lecz obiekt jest też otwarty dla wszystkich zainteresowanych na zasadach określonych w regulaminie. 

## Opis
Park urządzono w taki sposób, by niewidome dzieci oswajały się z dużym miastem bez wychodzenia poza teren Ośrodka. Jest to możliwe m.in. dzięki zebraniu ponad tysiąca dźwięków, jakie można usłyszeć w mieście i utrwaleniu ich w postaci tzw. biblioteki dźwięków. Znalazły się tam m.in. odgłosy ruchu ulicznego, np. spotykane na rondach, skrzyżowaniach, przystankach tramwajowych czy przejściach dla pieszych, odgłosy towarzyszące dworcom, lotniskom i urzędom. Tworzenie tego nietypowego zbioru było konsultowane z osobami niewidomymi, co pozwoliło wychwycić niuanse niezauważalne dla ludzi widzących. Okazuje się bowiem, że dźwięki brzmią inaczej w zależności od pogody, pory roku i dnia. I tak dzieci mogą usłyszeć np. odgłos autobusu jadącego po błocie pośniegowym czy dźwięk, jaki emituje tramwaj podjeżdżający na konkretny przystanek odpowiednio w słońcu i w czasie deszczu. Odsłuchiwanie zebranych nagrań odbywa się w tzw. laboratorium tyfloakustycznym, czyli odpowiednio wygłuszonej sali. 
W parku poza urządzeniami imitującymi dźwięki ruchu ulicznego, znajdują się modele architektoniczne rzeczywistych miejsc oraz specjalne przyrządy dydaktyczne (zabawki dźwiękowe, równoważnie, huśtawki, tory przeszkód itp.). Przygotowanie do życia w świecie ludzi widzących polegać ma na symulacji różnych zdarzeń i sytuacji. Niewidomi uczą się m.in. pokonywać krawężniki i poruszać się po różnych nawierzchniach. Dodatkowo na terenie parku powstał tzw. „ogród sensorycznych doznań", czyli miejsce oddziałujące na wszystkie zmysły. Ogród, oprócz stymulowania rozwoju osób niewidomych, pełnić ma również funkcję integracyjną – mają się tam odbywać zajęcia dla widzących uczniów szkół masowych. Dzięki temu młodzi ludzie będą mogli zapoznać się ze sposobem funkcjonowania ludzi niewidomych i niedowidzących w otwartej przestrzeni, co przyczyni się do pokonania barier mentalnych w kontakcie z osobami niepełnosprawnymi i lepszej integracji tych grup społecznych.

## Historia
Projekt powstał w 2007 r. Autorami projektu są: architekt Maciej Jakubowski i Szymon Wytykowski (Pracownia Architektury Appia, główna część inwestycji) oraz architekt krajobrazu Renata Gilmore („ogród sensorycznych doznań"). Za budowę obiektu powiat poznański zapłacił ok. 6 mln złotych - połowa tej kwoty pochodzi z budżetu Powiatu, druga część, ze środków unijnych. Zewnętrzne wsparcie uzyskano z Europejskiego Funduszu Rozwoju Regionalnego w ramach Wielkopolskiego Regionalnego Programu Operacyjnego na lata 2007-2013. Park został otwarty 3 września 2012 r. w obecności byłego Przewodniczącego Parlamentu Europejskiego – Jerzego Buzka i Marszałka Województwa Wielkopolskiego – Marka Woźniaka, a także Starosty poznańskiego – Jana Grabkowskiego, jednego z inicjatorów stworzenia Parku.
14 kwietnia 2014 Park został wykorzystany przez działaczy Platformy Obywatelskiej, jako miejsce prezentacji kandydatów do Parlamentu Europejskiego w wyborach 2014. Gościł tu Adam Szejnfeld i Agnieszka Kozłowska-Rajewicz.

## Nagrody
- W maju 2013 r. projekt ten zwyciężył w konkursie "Polska Pięknieje – 7 Cudów Funduszy Europejskich", w kategorii „Miejsce przyjazne dzieciom".